# Val-de-Travers (distrikt)
Val-de-Travers var ett distrikt i sydvästra delen av kantonen Neuchâtel i västra Schweiz och gränsande till Frankrike. Det upphörde, liksom övriga distrikt i kantonen, den 31 december 2017.
Regionen är känd för sin klocktillverkning och som spritdrycken absints födelseplats. Absintproduktion var länge förbjuden men sedan år 2005 görs återigen legal absint.

## Geografi
Distriktet låg i Jurabergen, längs floden Areuse och dess biflöden.

### Indelning
Val-de-Travers är indelat i 3 kommuner:
- La Côte-aux-Fées
- Val-de-Travers
- Les Verrières

### Kommunsammanslagningen 2009
Den 1 januari 2009 slogs de tidigare kommunerna Les Bayards, Boveresse, Buttes, Couvet, Fleurier, Môtiers, Noiraigue, Saint-Sulpice och Travers ihop till kommunen Val-de-Travers.

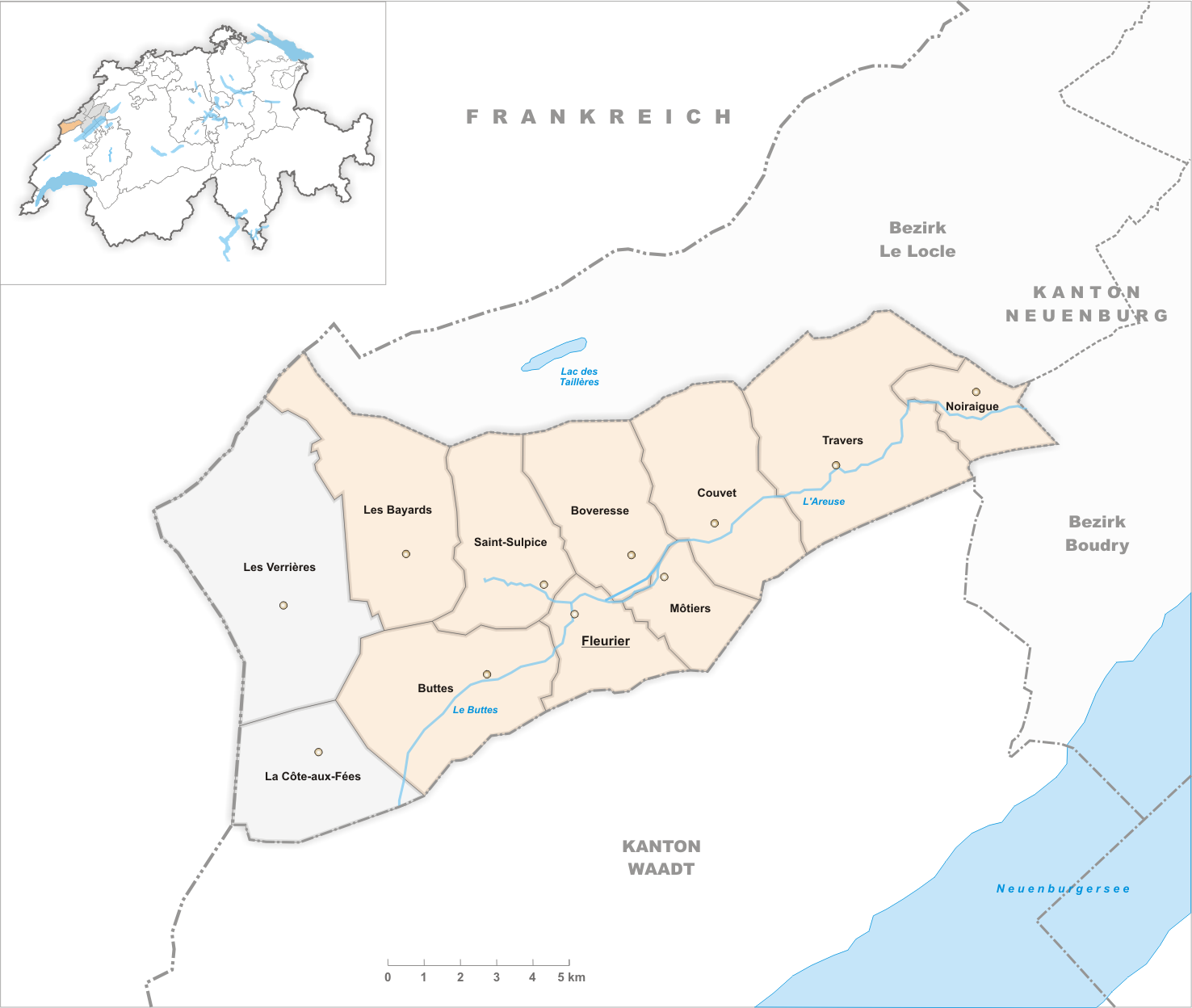
Distriktets kommuner i december 2008.